# 가요 톡톡
박유리의 가요 톡톡은 TBN 광주교통방송(광주, 목포, 해남, 진도 FM 97.3MHz, 여수, 순천, 광양 FM 103.5MHz)에서 평일 오후 4시 5분부터 4시 55분까지 방송되었던 7080년대 음악부터 2010년대까지, 청취자가 좋아하는 가요와 생생한 사연들로 상큼발랄한 오후를 만든 라디오 프로그램이다. 2022년 10월 21일 자로 1년만에 폐지되었다.

## 코너소개

### 매일 코너
- 금 - 당신을 위한 선물, 음악 톡톡 - 한 주간 이슈가 됐던 소식을 함께 나누고, 맞춤형 음악 선물까지 함께한다
- 목 - OST 톡톡 - 영화와 드라마 한편을 본 듯, 생생한 장면과 함께 이어지는 OST
- 수 - 유퀴즈 톡톡 - 퀴즈와 함께하는 신나는 수요일~
- 화 - 톡톡 TMI - 세상에 나오기까지 특별한 사연이 있었던 곡들을 소개한다
- 월 - 리메이크 톡톡 - 익숙한 그때 그 노래, 그리고 다시 태어난 노래 선곡. 같은 곡이지만 다른 느낌을 주는 곡들을 만나본다